# Altar of Sin
Pour les articles homonymes, voir Altar (homonymie).
Altar of Sin est un groupe de death metal espagnol, originaire de Valence.

## Biographie

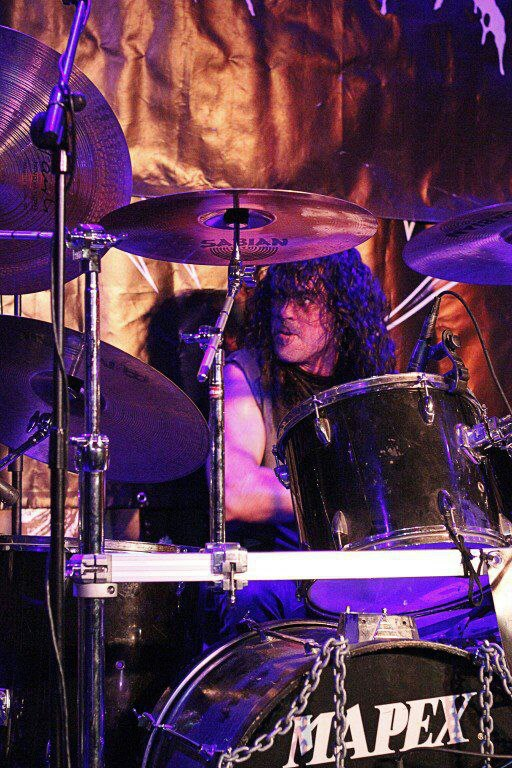
Goyo Hammerhead à la batterie, pendant un concert d'Altar of Sin.

Le groupe est formé en 2003 par le guitariste Carlos Overkill et le batteur Goyo Hammerhead (ex-Voice of Hate, Profundis Tenebrarum) qui s'unissent pour la création d'un groupe de thrash metal influencé par le style death metal et les groupes des années 1980. Les deux s'occupent des voix dans leurs chansons.
Ils commencent à se faire connaître à partir de l'année 2006, après la sortie de leur premier album/mini-CD auto-produit Altar of Sin, lorsqu'ils participent pour la première fois à des festivals internationaux comme le Heavy Metal Heart V en mars 2008. Une fois, ils partageront la scène avec des groupes reconnus comme Onslaught et Su Ta Gar. 
En septembre 2008, ils annoncent leur premier album studio officiel, Praising Evil, en mai 2009, produit par Fernando Asensi et distribué par le label Hecatombe Records. La réédition de Praising Evil inclut le mini-CD Altar of Sin, qui est acclamé par la scène underground et fait d'eux l'un des groupes de thrash metal espagnol reconnus. En parallèle à la sortie de Praising Evil, Javier Destructor intègre le groupe dans le rôle de bassiste. Avec cette formation, le power trio n'étant constitué que d'une guitare, basse et batterie, ils enregistrent en 2010 aux Fireworks Studios (Valence) leur premier album studio, The Damned Dogs from Hell, édité par Hecatombe Records,.
En mars 2012, ils publient leur deuxième album, Tales of Carnage First Class, enregistré en septembre 2011 aux Firework Studios pour Namtaru Creations. Pour leur dernier album, ils signent un contrat avec le label Xtreem Music. À la fin 2012, ils recrutent le second guitariste Neura, qui participera à la tournée en soutien de Tales of Carnage First Class en 2013.

## Membres actuels
- Carlos Overkill - guitare, chant
- Goyo Hammerhead - batterie, chant
- Javier Destructor - basse, chœurs

## Discographie
- 2008 : Praising Evil (Hecatombe Records)
- 2010 : The Damned Dogs From Hell (Hecatombe Records)
- 2012 : Tales of Carnage First Class'